# 前田駅
前田駅（まえだえき）は、北海道岩内郡共和町前田にかつて設置されていた、日本国有鉄道（国鉄）岩内線の駅（廃駅）である。電報略号はマヘ。事務管理コードは▲131803。

## 駅構造
廃止時点で、島式ホーム（※片面使用）1面1線を有した地上駅であった。ホームは、線路の南側（岩内方面に向かって左側）に存在した。かつては島式ホーム1面2線を有する、列車交換可能な交換駅であった。使われなくなった駅舎側の1線は、交換設備運用廃止後に撤去された。そのほか、小沢方から分岐した側線を1線有していた。
職員配置駅（業務委託駅）で、駅舎は構内の南側に位置し、ホームとは通路で連絡した。

## 駅名の由来
当駅が所在した地名（開業当時の、岩内郡前田村）より。地名は、この地の開拓を計画した旧金沢藩主前田利嗣の姓に由来する。

## 利用状況
- 1981年度（昭和56年度）の1日当たりの乗降客数は203人[3]。

## 駅周辺
- 北海道道1174号発足前田線（旧・北海道道839号前田停車場線）
- 国道276号（尻別国道）
- 岩内警察署前田駐在所
- 前田郵便局
- きょうわ農業協同組合（JAきょうわ）本所
- 北海道共和高等学校
- 堀株川
- 赤玉川 - 川に架かっていた岩内線のレンガ積みの橋台が残存する。
- 宿内川 - 川に架かっていた岩内線の橋台が残存する。
- ニセコバス「前田旭」停留所

## 歴史

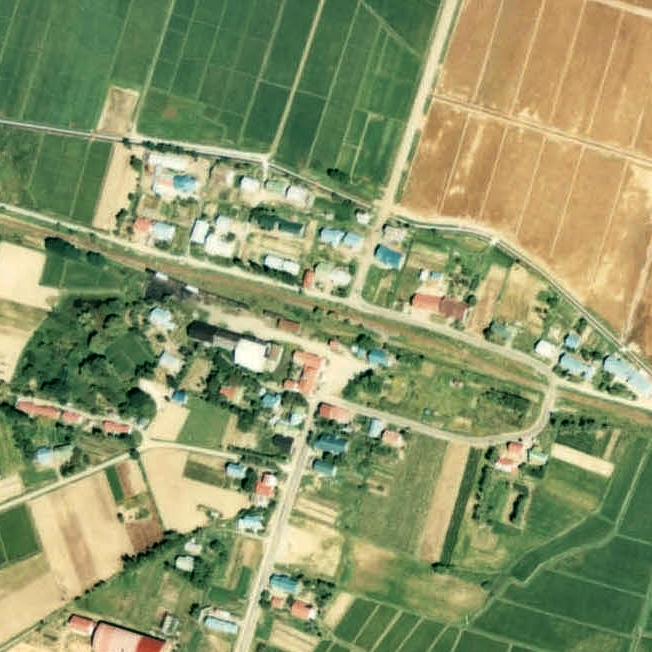
1976年の前田駅と周囲約500m範囲。左が岩内方面。島式ホーム1面2線であったが、駅舎側レールが撤去されホームの駅舎側も植栽されて木々が茂っている。駅舎横岩内側の貨物積卸場に貨車が留置されているが、この貨物線は引込線ではなく駅舎前を横切り、小沢側で本線へ接続している。この駅も幌似駅と同様に、かつては農作物の搬出が盛んであった。

- 1912年（大正元年）11月1日 - 鉄道院岩内軽便線の小沢駅 - 岩内駅間開通に伴い、開業[5]。一般駅[1]。
- 1922年（大正11年）9月2日 - 路線名を岩内線と改称し、同線の駅となる。
- 1961年（昭和36年）9月26日 - 業務委託駅となる[6]。
- 1984年（昭和59年）2月1日 - 貨物・荷物の取り扱いを廃止[1]。
- 1985年（昭和60年）7月1日 - 岩内線の全線廃止に伴い、廃駅となる[1]。

## 駅跡
1999年（平成11年）時点で駅舎は解体され、当時の駅前への道路が旧構内を貫く形で反対側へと通り抜けており、ホームは分断された形で残存している、2011年（平成23年）時点でも同様であった。貨物ホームも残っている。

## 隣の駅
日本国有鉄道
岩内線
幌似駅 - 前田駅 - 西前田駅